# Сайпутдинов, Рамазан Зулкараминович
Рамазан Зулкараминович Сайпутдинов (род. 1986, Бавтугай, Дагестанская АССР) — российский борец вольного стиля. Призёр чемпионата России. Выступал в весовой категории до 55 кг.

## Карьера
25 июня 2010 года на чемпионате России занял второе место, проиграв в финале Виктору Лебедеву. В этот же день допинг-проба «А» Рамазана Сайпутдинова дала положительную реакцию на запрещенный препарат «фуросемид» — сильное мочегонное средство, которое позволяет скрыть следы применения мощных допингов. В связи с этим Артур Мамадалиев имел возможность получить бронзовую медаль чемпионата. Однако, Сайпутдинов серебряной медали не был лишён. В 2011 году в Ботлихе выиграл международный турнир на призы Юсупа Абдусаламова.

## Достижения
- Чемпионат России по вольной борьбе 2010 — ;

## Личная жизнь
По национальности — аварец, является выходцем из селения Ленинаул Казбековского района Дагестана. Является старшим братом чемпиона Европы по вольной борьбе среди молодежи 2009 года Гаджи Сайпутдинова.